# جيش كوانتونغ
جيش كانتو (باليابانية: 関東軍 كانتوغون) أو جيش كوانتونغ (بالصينية: 关东军 غوانتونغ-جون) كان جيشاً يابانياً مؤلفاً من مجموعة جيوش ضمن الجيش الإمبراطوري الياباني في بداية القرن العشرين، تمركزت قيادة جيش كانتو في منشوريا بالصين. ويعد جيش كانتو واحدا من أكبر وأعرق الوحدات العسكرية في الجيش الإمبراطوري الياباني. العديد من أفراده، مثل رئيس الأركان هيديكى توجو، ترقى إلى مناصب عليا في القطاعين العسكري والمدني في حكومة إمبراطورية اليابان. «كوانتونغ» تعني «شرق شانهايغوان» طريق محروس يقع إلى الشرق من منشوريا.

## التاريخ

### البدايات

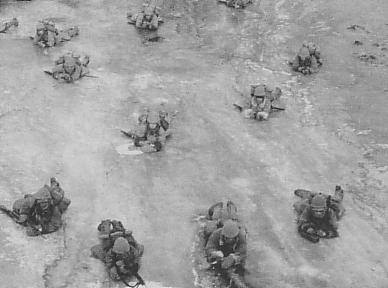
مناورات لجيش كوانتونغ

بعد الحرب الروسية اليابانية، حصلت اليابان على منطقة كوانتونغ المؤجرة المحتلة والمناطق المتاخمة لجنوب سكك منشوريا الحديدية. تأسست حامية كوانتونغ في عام 1906 للدفاع عن هذه الأرض، وكانت تتألف في الأصل من فرقة مشاة، وكتيبة حصار مدفعية ثقيلة، بالإضافة إلى ستة كتائب حرس مستقلة منتشرة على طول السكك الحديدية على طول خط سكة حديد جنوب منشوريا مما يجعل مجموع عدد القوة إلى 10,000 رجل. وكان مقرها في بورت آرثر، والمعروف باسم «ريوجون» باليابانية. وبعد إعادة التنظيم في عام 1919، تم إعادة تسمية حامية كوانتونغ باسم جيش كوانتونغ.
في الجيش الياباني الإمبراطوري المسيَّس في فترة عقدي 1920 و 1930، كان جيش كوانتونغ معقل راديكالية كودوها وكان العديد من كبار قادته من قادة التغيير السياسي في اليابان عن طريق العنف للإطاحة بالحكومة المدنية لإحداث إصلاح شووا، مع إعادة تنظيم المجتمع والاقتصاد. كما دعوا إلى سياسات أكثر عدوانية وتوسعية في القارة الآسيوية.

### أعمال مستقلة
رغم أن جيش كوانتونغ كان إسميّا تابعا لمقر القيادة العامة للجيش الإمبراطوري وكبار الموظفين في هيئة الأركان العامة للجيش، إلا أن قيادتها أظهرت قدر كبير من السلطة الذاتية. في عام 1928 قام بعض الضباط العاملين داخل جيش كوانتونغ بالتآمر وتنفيذ عملية اغتيال أمير حرب مانشوريا، تشانغ تسولين في حادث هوانغتون. بعد ذلك، فإن قيادة الجيش كوانتونغ قامت بتنظيم غزو منشوريا في عام 1931 على نطاق واسع مظهرة بذلك عصيان لأوامر صريحة من القيادة السياسية والعسكرية القائمة في طوكيو.
وتحت الأمر الواقع لم يكن لمقر القيادة العامة للجيش الإمبراطوري من خيار سوى متابعة أعمال جيش كوانتونغ. وبنتيجة نجاح الحملة كانت النتيجة هي مكافأة جيش كوانتونغ على الرغم من عصيانه بدلاً من معاقبتهم.
مع تأسيس مانشوكو في عام 1932، لعب جيش كوانتونغ دورا في التحكم في الإدارة السياسية للدولة الجديدة وكذلك في الدفاع عنها. وفي الوقت ذاته فإن القائد العام لجيش كوانتونغ شغل منصب السفير الياباني في مانشوكو. وبما أن جيش كوانتونغ سيطر على جميع الجوانب السياسة والتنمية الاقتصادية للدولة الجديدة، هذا جعل قائد جيش كوانتونغ بمثابة القائد العام المحلي بسلطة الموافقة على فسخ أو أي الموافقة على أي أمر من إمبراطور مانشوكو بوئي.
زاد جيش كوانتونغ بشكل كبير خلال السنوات القليلة القادمة ليصل قوامه إلى حوالي 700,000 جندي بحلول عام 1941 ونقلت قيادته إلى المقر الجديد في عاصمة مانشوكو، هسينكنغ. كما أن جيش كوانتونغ قام أيضا بالإشراف على تهيئة وتدريب وتجهيز قوة ثانوية هي جيش مانشوكو الامبراطوري. خلال ذلك الوقت عمل الأمير تسونويوشي تأكيدا كضابط اتصال بين الإمبراطور هيروهيتو وجيش كوانتونغ.

### الحرب العالمية الثانية
بعد هذه الحملة لتأمين مانشوكو، واصل جيش كوانتونغ القتال في العديد من المناوشات على الحدود مع الصين كجزء من جهوده الرامية إلى إنشاء منطقة عازلة تسيطر عليها اليابان في شمال الصين. كما قاتل جيش كوانتونغ في المرحلة الأولى من الحرب الصينية اليابانية الثانية في عملية نيكا، ومختلف العمليات في منطقة منغوليا الداخلية لتمديد السيطرة اليابانية على أجزاء من شمال الصين ومنغوليا الداخلية. عندما اندلعت الحرب في حادثة جسر ماركو بولو في يوليو 1937، شاركت قوات جيش كوانتونغ في معركة بيبينغ-تيانجين وعملية تشاهار. في وقت لاحق كانت تأخذ بعض القوات من جيش كوانتونغ لدعم الحرب في الصين من وقت لآخر.
لقد كان من أكبر التحديات الخطيرة التي واجهت جيش كوانتونغ هي في معركته ضد جيش الاتحاد السوفياتي الأحمر في معركة بحيرة خشان في عام 1938 وبعدها في معركة نوموهان في عام 1939، وهي الفترة التي تعرض فيها لخسائر فادحة. بعد حادثة نوموهان تم الإلحاح على جيش كوانتونغ من أكثر جهة وكذلك من أنصار دكتاتورية هاكوشين-رون وذلك بحث اليابان على أن تركز الجهود على التوسع في سيبيريا وليس جنوبا باتجاه الصين وجنوب شرق آسيا.
وعلى الرغم من أن مصادر القلاقل لم تهدأ في فترة ثلاثينات القرن العشرين إلا أنه بقي لجيش كوانتونغ طاعة ملحوظة خلال فترة الأربعينات. ومع انتشار القتال إلى الجنوب في وسط وجنوب الصين في الحرب الصينية اليابانية الثانية بما يعرف بعملية إتشي-جو، واندلاع حرب المحيط الهادئ، كانت مانشوكو إلى حد كبير إلى الوراء في هذا الصراع.
ومع ذلك ومع بداية حالة الحرب بالتدهور بالنسبة للجيش الياباني الإمبراطوري على جميع الجبهات، فلم يعد ممكنا الاحتفاظ بقوات جيش كوانتونغ الكبير والمدرب تدريبا جيدا وذو التجهيز الجيد كجيش احتياطي استراتيجي. حيث أن الكثير من وحدات خطوطه الأمامية تم سحبها وأرسلت إلى الجنوب للقتال ضد قوات الولايات المتحدة الأمريكية في جزر المحيط الهادئ أو الفلبين. كما أرسلت وحدات أخرى إلى الجنوب في الصين لعملية إيتشي-غو.
في وقت عملية الهجوم الاستراتيجي على منشوريا عندما غزا الجيش الأحمر السوفييتي مانشوكو ومنغوليا الداخلية وكوريا والجزر التي سيطرت عليها اليابان في آب / أغسطس 1945، كانت قوة جيش كوانتونغ ما تزال في حوالي 600,000 رجل مع وحدة مدرعات، و 25 فرقة مشاة، وستة ألوية مستقلة، وما يصل إلى 25 كتيبة أمن. ومع ذلك، فإن ما تبقّى من الرجال كانوا إلى حد كبير من المجندين القليلي التدريب أو المجندين الجدد المدربين في المقام الأول لمكافحة حالات التمرد وكقوات أمن الحدود، ولم يكونوا قادرين على الصمود أمام الهجوم السوفييتي الكبير المعزز بالمدرعات.

### استسلام جيش كوانتونغ
كان القائد الأعلى الأخير لجيش كوانتونغ هو الجنرال أوتزو يامادا الذي أمر بالاستسلام في 16 أغسطس 1945 ، بعد يوم واحد من إعلان الإمبراطور هيروهيتو هزيمة الإمبراطورية اليابانية في إعلان إذاعي. بعض الوحدات اليابانية رفضت الاستسلام، واستمر القتال خلال الأيام القليلة التالية. تلقى المارشال هاتا «مهلة للاستسلام» من الجنرال السوفييتي جيورجي شيلاخوف  في هاربين يوم 18 أغسطس، 1945  وكان واحدا من كبار الجنرالات الذين وافقوا على قرار للاستسلام، وفي 19 أغسطس عام 1945، أجرى هاتا محادثات مع المارشال ألكسندر فاسيلفسكي، ولكنه طلب أن يتم تجريده من لقب المشير في إشارة إلى إخفاق جيشه في الحرب.
كانت بقايا جيش كوانتونغ إما كانت ترقد للموت على أرض المعركة، أو كانوا في طريقهم إلى معسكرات أسرى الحرب في معسكرات الاتحاد السوفييتي. وأجبر أكثر من خمسمائة ألف من أسرى الحرب اليابانية على العمل كعبيد في معسكرات الاتحاد السوفييتي في سيبيريا والشرق الأقصى الروسي ومنغوليا. لم يفرج عن الناجين إلا بعد تطبيع العلاقات الدبلوماسية بين اليابان والاتحاد السوفياتي في منتصف خمسينات القرن العشرين.

### جرائم الحرب
بعد استسلام اليابان، اكتشف الجيش الأحمر السوفييتي منشآت سرية لتجربة وإنتاج الأسلحة الكيماوية والبيولوجية وأسلحة الدمار الشامل حول مواقع الجيش السري الوحدة 731 وفروعها. وفي تلك المواقع، كان جيش كوانتونغ مسؤولا أيضا عن بعض من أسوأ جرائم الحرب اليابانية غير الشهيرة، بما في ذلك إجراء عدد من التجارب على البشر الأحياء منهم مدنيين من جنسيات صينية وأمريكية وروسية  من المدنيين وأسرى الحرب، تحت قيادة شيرو إيشي.

### محاكمات
في عام 1948 تلقى إيشي الذي اعتقل من قبل سلطات الاحتلال الأمريكي مع أعضاء الوحدة 731 الحصانة عن عرضه على محكمة طوكيو بتهم القيام بجرائم الحرب مقابل بيانات عن إجراء تجارب لأسلحة جرثومية على البشر. في يوم 6 مايو 1947، أرسل دوغلاس ماك آرثر إلى واشنطن قائلاً «إنه من الممكن الحصول على بيانات إضافية التي قد تتضمن بعض التصريحات من إيشي عن طريق إعلام اليابانيين المعنيين بذلك أن هذه المعلومات سيتم الاحتفاظ بها في قنوات الاستخبارات، ولن تستخدم كدليل على جرائم الحرب».
إلا أن اثني عشر عضوا من الوحدة 731 وبعض أفراد قادة الحرب العالمية الثانية لجيش كوانتونغ حكم عليهم كمجرمي حرب في محاكمات جرائم حرب خاباروفسك، وغيرهم اعتقلوا من قبل الولايات المتحدة وحكم عليهم في عام 1948 في المحكمة العسكرية الدولية للشرق الأقصى في طوكيو. ومن بين الذين حِكم عليهم بالإعدام كان بعض الجنرالات السابقين مثل سيشيرو إيتاغاكي، إيوانه ماتسوي، كينجي دويهارا، هيديكي توجو، أكيرا موتو .

## قائمة القادة

### جيش كوانتونغ

#### القادة
|    | الاسم                      | من                           | إلى                          |
| 1  | الجنرال ايتشيرو تاتشيبانا  | 12 نيسان / أبريل 1919        | 6 كانون الثاني / يناير 1921  |
| 2  | الجنرال ميساو كاواي        | 6 كانون الثاني / يناير 1921  | في 10 أيار / مايو 1922       |
| 3. | جنرال شينوبو أونو          | في 10 أيار / مايو 1922       | 10 تشرين الأول / أكتوبر 1923 |
| 4  | الجنرال يوشينوري شيراكاوا  | 10 تشرين الأول / أكتوبر 1923 | في 28 تموز / يوليو 1926      |
| 5  | المشير بارون نوبويوشي موتو | في 28 تموز / يوليو 1926      | 26 آب / أغسطس 1927           |
| 6. | الجنرال تشوتارو موراؤكا    | 26 آب / أغسطس 1927           | 1 تموز / يوليو 1929          |
| 7  | الجنرال إيتارو هاتا        | 1 تموز / يوليه 1929          | 31 أيار / مايو 1930          |
| 8. | الجنرال تاكاشي هيشيكاري    | 3 حزيران / يونيو 1930        | 1 آب / أغسطس 1931            |
| 9. | الجنرال شيغيرو هونجو       | 1 آب / أغسطس 1931            | في 8 آب / أغسطس 1932         |
| 10 | المشير بارون نوبويوشي موتو | في 8 آب / أغسطس 1932         | في 27 تموز / يوليو 1933      |
| 11 | الجنرال تاكاشي هيشيكاري    | 29 تموز / يوليو 1933         | 10 كانون الأول / ديسمبر 1934 |
| 12 | الجنرال جيرو مينامى        | 10 كانون الأول / ديسمبر 1934 | في 6 آذار / مارس 1936        |
| 13 | الجنرال كينيتشي أويدا      | في 6 آذار / مارس 1936        | 7 أيلول / سبتمبر 1939        |
| 14 | الجنرال يوشيجيرو أوميزو    | 7 أيلول / سبتمبر 1939        | 18 تموز / يوليو 1944         |
| 14 | الجنرال أوتوزو يامادا      | 18 تموز / يوليو 1944         | في 11 آب / أغسطس 1945        |

#### رئيس الأركان
|    | الاسم                       | من                           | إلى                          |
| 1  | اللواء ماتسوأكه هامامو      | 12 نيسان / أبريل 1919        | 11 آذار / مارس 1921          |
| 2  | اللواء كايا فوكوهارا        | 11 آذار / مارس 1921          | في 6 آب / أغسطس 1923         |
| 3. | اللواء كاوادا أكيجي         | في 6 آب / أغسطس 1923         | 2 كانون الأول / ديسمبر 1925  |
| 4  | اللواء تسونه سايتو          | 2 كانون الأول / ديسمبر 1925  | 10 آب / أغسطس 1928           |
| 5  | الجنرال الركن كوجي مياكه    | 10 آب / أغسطس 1928           | في 8 آب / أغسطس 1932         |
| 6. | الجنرال كوني-أكي كويسو      | في 8 آب / أغسطس 1932         | 5 آذار / مارس 1934           |
| 7  | الجنرال جوزو نيشيو          | 5 آذار / مارس 1934           | 23 آذار / مارس 1936          |
| 8. | الجنرال سيشيرو إتاغاكي      | 23 آذار / مارس 1936          | 1 آذار / مارس 1937           |
| 9. | الجنرال هيديكى توجو         | 1 آذار / مارس 1937           | في 30 أيار / مايو 1938       |
| 10 | الجنرال أول رينسوكه إيسوغاي | 18 حزيران / يونيو 1938       | 7 أيلول / سبتمبر 1939        |
| 11 | الجنرال أول جو إيمورا       | 7 أيلول / سبتمبر 1939        | 22 تشرين الأول / أكتوبر 1940 |
| 12 | الجنرال هيتارو كيمورا       | 22 تشرين الأول / أكتوبر 1940 | 10 نيسان / أبريل 1941        |
| 13 | الجنرال تييتشي يوشيموتو     | 10 نيسان / أبريل 1941        | 1 آب / أغسطس 1942            |
| 14 | الجنرال أول يوكيو كاساهارا  | 1 آب / أغسطس 1942            | 7 نيسان / أبريل 1945         |
| 15 | الجنرال أول هيكوسابورو هاتا | 7 نيسان / أبريل 1945         | في 11 آب / أغسطس 1945        |

## هيكل القيادة (1945)
- جيش المنطقة الأولى الياباني
  - الجيش الإمبراطوري الياباني الثالث
    - فرقة المشاة 79
    - فرقة المشاة 112
    - فرقة المشاة 127
    - فرقة المشاة 128
    - لواء مشكل مستقل 132
    - لواء معسكر راجين

  - الجيش الإمبراطوري الياباني الخامس
    - فرقة المشاة 124
    - فرقة المشاة 126
    - فرقة المشاة 135
    - لواء حرس الحدود 15

  - فرقة المشاة 122
  - |فرقة المشاة 134
  - فرقة المشاة 139
- جيش المنطقة الثالثة الياباني
  - الجيش الإمبراطوري الياباني 30
    - فرقة المشاة 39
    - فرقة المشاة 125
    - فرقة المشاة 138
    - فرقة المشاة 148

  - الجيش الإمبراطوري الياباني 44
    - فرقة المشاة 63
    - فرقة المشاة 107
    - فرقة المشاة 117
    - لواء المدرعات المستقل 9

  - فرقة المشاة 108
  - فرقة المشاة 136
  - لواء مشكل مستقل 179
  - لواء مشكل مستقل 130
  - لواء مشكل مستقل 134
  - لواء المدرعات المستقل 1
  - لواء مضادات الطائرات المستقل 22
  - فرقة المشاة 139
- جيش المنطقة 17 الياباني
  - الجيش الياباني 58
    - فرقة المشاة 96
    - فرقة المشاة 111
    - فرقة المشاة 121
    - لواء الجيش الإمبراطوري الياباني 180 المستقل المختلط

  - فرقة المشاة 120
  - فرقة المشاة 150
  - فرقة المشاة 160
  - فرقة المشاة 320
  - لواء الجيش الإمبراطوري الياباني 127 المستقل المختلط
  - معسكر بوسان
  - معسكر يوسو
  - الجيش الياباني الرابع
    - فرقة المشاة 119
    - فرقة المشاة 123
    - فرقة المشاة 149
    - لواء الجيش الإمبراطوري الياباني 80 المستقل المختلط
    - لواء الجيش الإمبراطوري الياباني 131 المستقل المختلط
    - لواء الجيش الإمبراطوري الياباني 135 المستقل المختلط
    - لواء الجيش الإمبراطوري الياباني 136 المستقل المختلط

  - الجيش الياباني 34
    - فرقة المشاة 599
    - فرقة المشاة 137
    - لواء الجيش الإمبراطوري الياباني 133 المستقل المختلط

### كتب
- Coox، Alvin (1990). Nomonhan: Japan Against Russia, 1939. Stanford University Press. {{استشهاد بكتاب}}: تجاهل المحلل الوسيط |الرقم المعياري= لأنه غير معروف، ويقترح استخدام |ردمك= (مساعدة)
- Coox، Alvin (1977). The Anatomy of a Small War: The Soviet-Japanese Struggle for Changkufeng/Khasan, 1938. Greenwood Press. {{استشهاد بكتاب}}: تجاهل المحلل الوسيط |الرقم المعياري= لأنه غير معروف، ويقترح استخدام |ردمك= (مساعدة)
- Dorn، Frank (1974). The Sino-Japanese War, 1937-41: From Marco Polo Bridge to Pearl Harbor. MacMillan. {{استشهاد بكتاب}}: تجاهل المحلل الوسيط |الرقم المعياري= لأنه غير معروف، ويقترح استخدام |ردمك= (مساعدة)
- Glantz، David (2003). The Soviet Strategic Offensive in Manchuria, 1945 (Cass Series on Soviet (Russian) Military Experience, 7). Routledge. {{استشهاد بكتاب}}: تجاهل المحلل الوسيط |الرقم المعياري= لأنه غير معروف، ويقترح استخدام |ردمك= (مساعدة)
- Harries، Meirion (1994). Soldiers of the Sun: The Rise and Fall of the Imperial Japanese Army. Random House; Reprint edition. {{استشهاد بكتاب}}: تجاهل المحلل الوسيط |الرقم المعياري= لأنه غير معروف، ويقترح استخدام |ردمك= (مساعدة)
- Yamamuro، Shinichi (2005). Manchuria Under Japanese Domination. University of Pennsylvania Press. {{استشهاد بكتاب}}: تجاهل المحلل الوسيط |الرقم المعياري= لأنه غير معروف، ويقترح استخدام |ردمك= (مساعدة)
- Young، Louise (1999). Japan's Total Empire: Manchuria and the Culture of Wartime Imperialism. University of California Press. {{استشهاد بكتاب}}: تجاهل المحلل الوسيط |الرقم المعياري= لأنه غير معروف، ويقترح استخدام |ردمك= (مساعدة)
- Jowett، Bernard (1999). The Japanese Army 1931-45 (Volume 2, 1942-45). Osprey Publishing. {{استشهاد بكتاب}}: تجاهل المحلل الوسيط |الرقم المعياري= لأنه غير معروف، ويقترح استخدام |ردمك= (مساعدة)
- Madej، Victor (1981). Japanese Armed Forces Order of Battle, 1937-1945. Game Publishing Company. ASIN: B000L4CYWW.
- Marston، Daniel (2005). The Pacific War Companion: From Pearl Harbor to Hiroshima. Osprey Publishing. {{استشهاد بكتاب}}: تجاهل المحلل الوسيط |الرقم المعياري= لأنه غير معروف، ويقترح استخدام |ردمك= (مساعدة)

### وصلات خارجية
- Wendel، Marcus. "Axis History Factbook". جيش كوانتونغ. مؤرشف من الأصل في 2019-05-04.